# Museo del Reloj (Serpa)
El Museo del Reloj (en portugués Museu do Relógio) es un museo privado portugués situado en la ciudad de Serpa. Posee un espolio con más de 1800 relojes.
Se encuentra instalado en el edificio del Convento do Mosteirinho, del siglo XVI, en pleno centro histórico de la ciudad. António Tavares d ’Almeida, es el principal encargado del museo, al que dio origen luego de heredar tres relojes de bolsillo averiados de sus abuelos.